# Rothenkirchen (Steinberg)

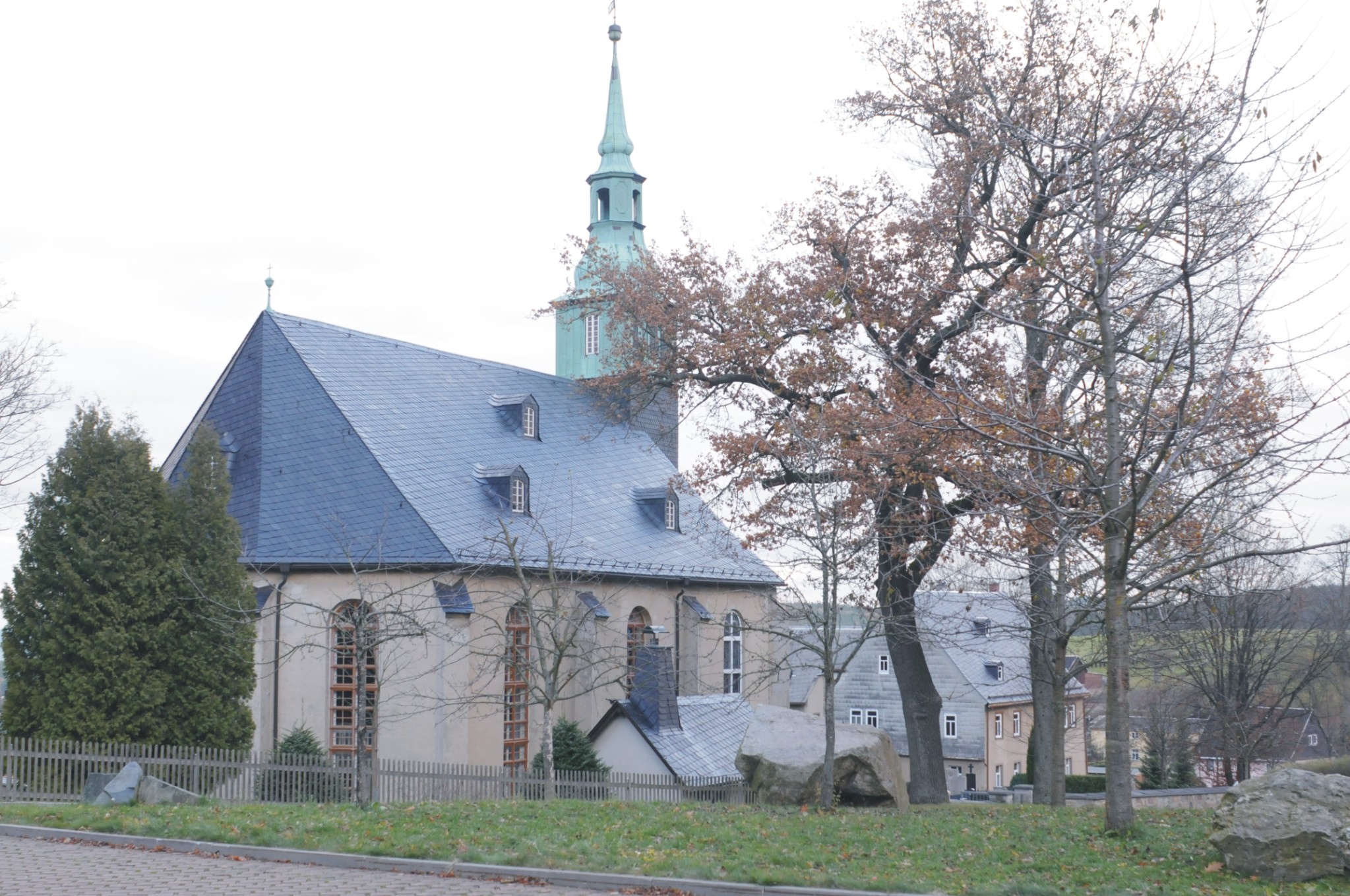
Evangelisch-lutherische Kirche in Rothenkirchen

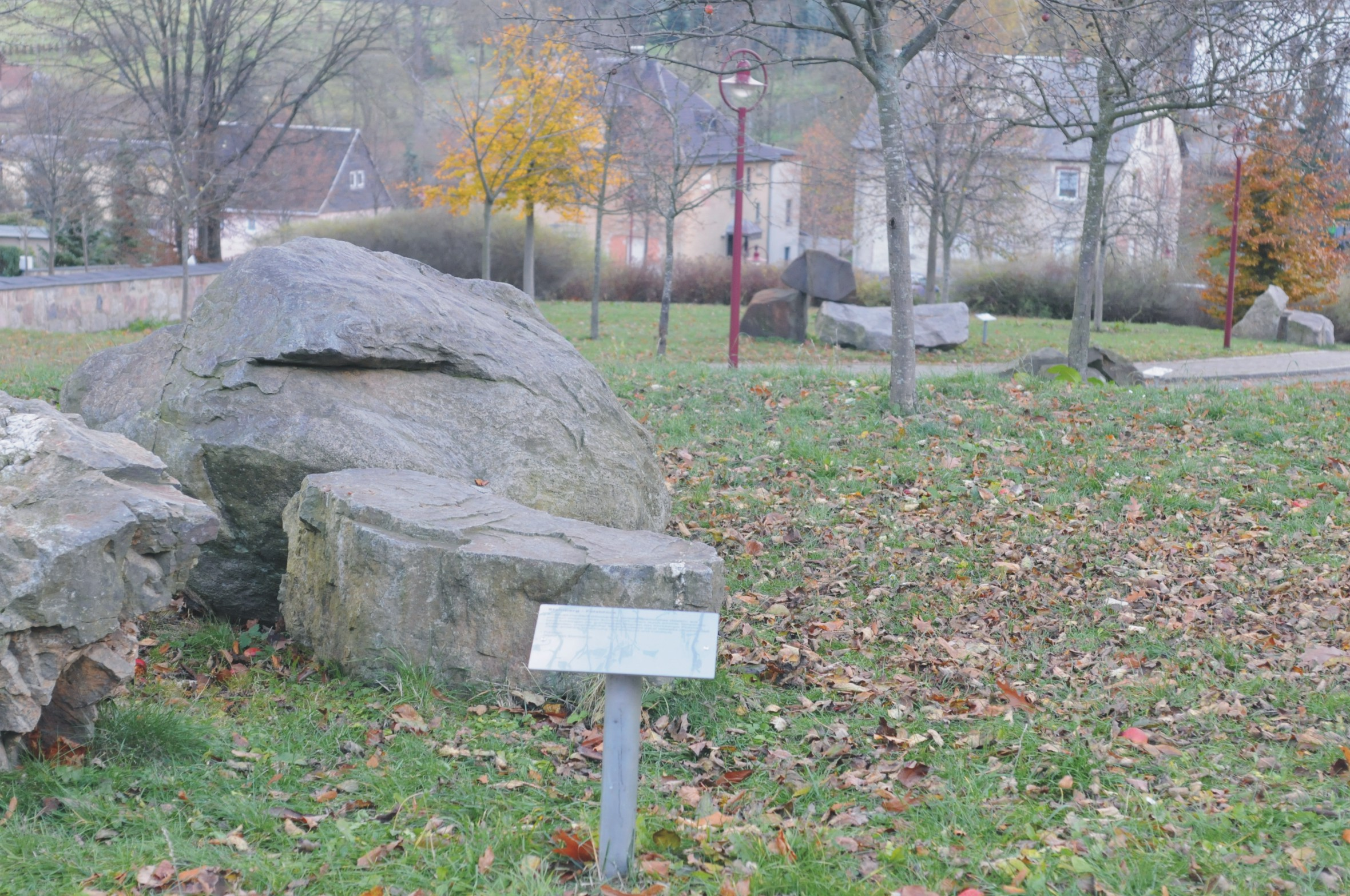
Geopark bei der Schule

Rothenkirchen (vogtländisch Ruetnköhrng) ist seit 1994 ein Ortsteil der Gemeinde Steinberg. In der Nähe des ehemaligen Bahnhofs des Ortes befindet sich die Verwaltung der Gemeinde Steinberg/Vogtland.

## Geographische Lage
Der Großteil von Rothenkirchen liegt im oberen Tal des Rödelbachs, einem Zufluss der Zwickauer Mulde. Im Gegensatz zu den anderen Orten im Rödelbachtal gehört der Ort nicht zum Landkreis Zwickau, sondern bildet den östlichsten Punkt des Vogtlandkreises, welcher mit dem sächsischen Vogtland identisch ist. An der Ortsgrenze zu Stützengrün verläuft die Grenze zum westlichen Erzgebirge. Der für die Gemeinde namensgebende Steinberg (659 m ü.NN) befindet sich westlich von Rothenkirchen.
Der Ort liegt nach der Naturraumkarte von Sachsen in der Mesogeochore „Kuhberg-Steinberg-Rückenland“ und gehört zur Mikrogeochore „Rothenkirchener Hochfläche“.

## Nachbarorte
| Wildenau         |                                             | Bärenwalde  |
| Steinberg (Berg) | Kompassrose, die auf Nachbargemeinden zeigt | Stützengrün |
| Wernesgrün       | Kuhberg                                     |             |

## Geschichte

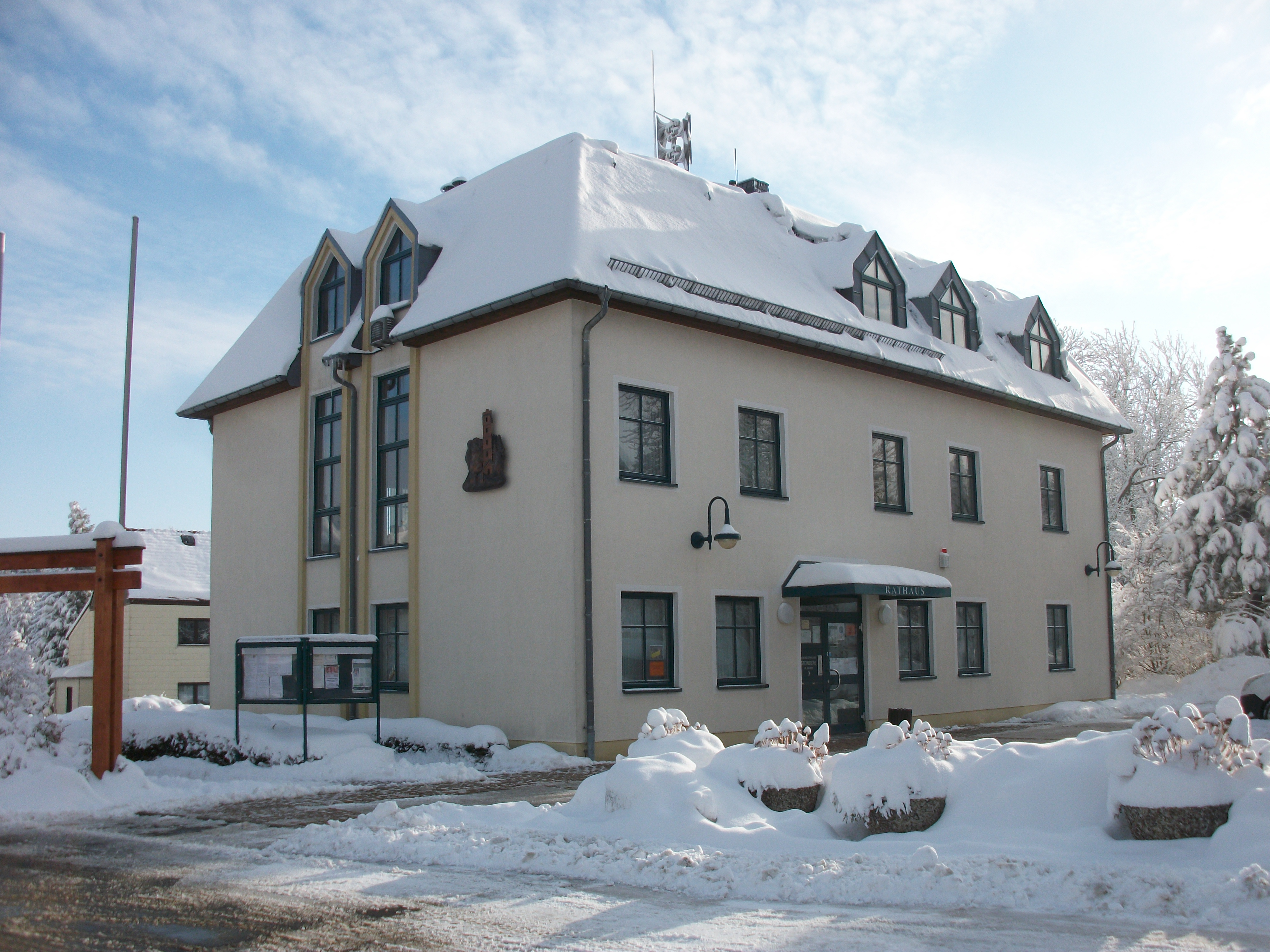
Rathaus der Gemeinde Steinberg in Rothenkirchen

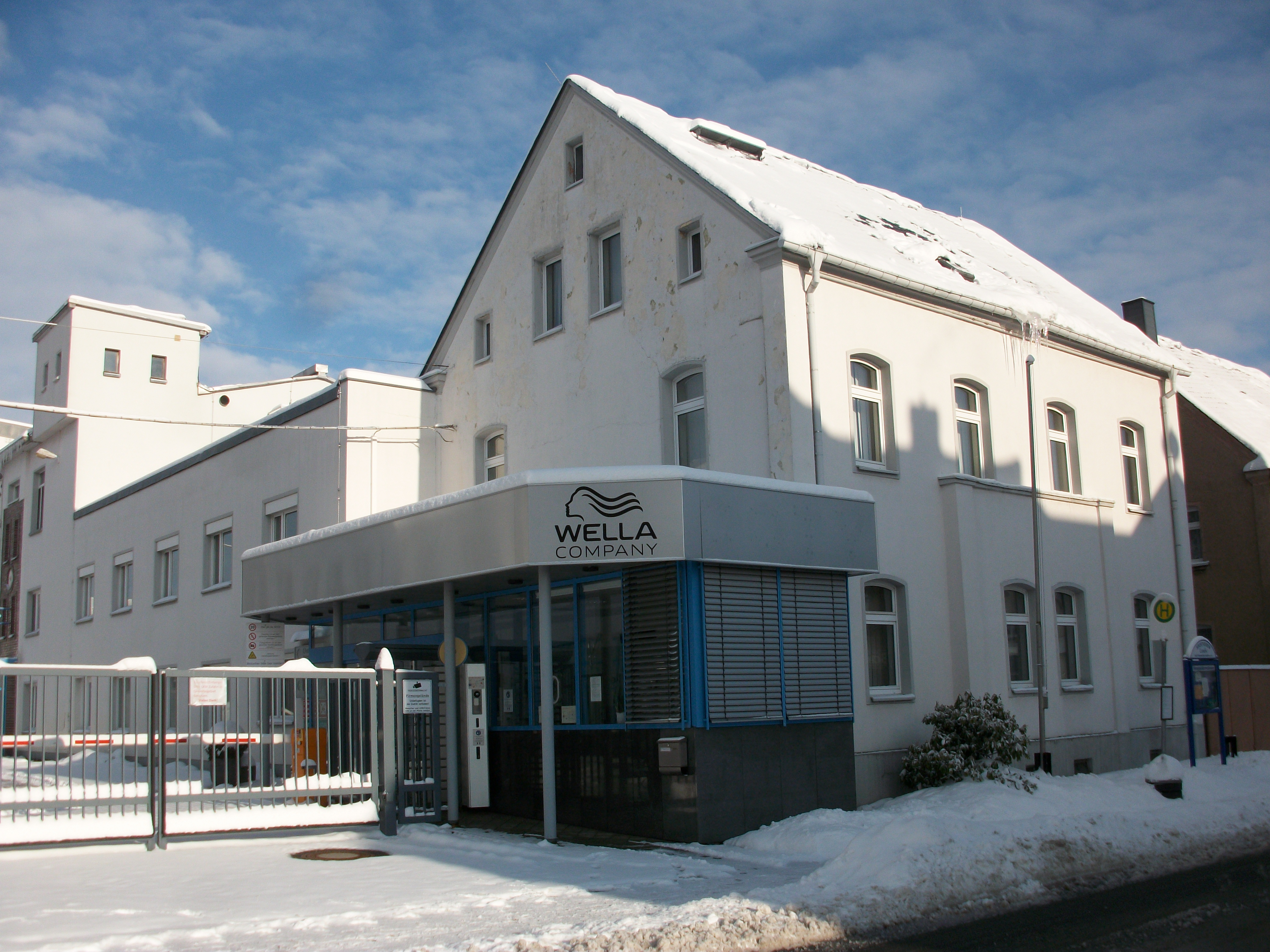
Wella-Fabrik in Rothenkirchen, ursprünglicher Stammsitz des Unternehmens

Rothenkirchen wurde 1441 als Rotenkirchen erstmals urkundlich erwähnt. Spätere Ortsnamensformen sind zur Rottn Khirchen (Ende des 15. Jahrhunderts), Rotenkirch (um 1460), Rotkirch (1592) und Rotenkirchen (1633). In seinem Kartenwerk vom Anfang des 18. Jahrhunderts verwendete Adam Friedrich Zürner die Bezeichnung „Rothkirchen“. Der Ort gehörte ursprünglich zur Herrschaft Auerbach und später zum vogtländischen Amt Plauen. Das Rittergut zu Rothenkirchen wurde 1550 zum ersten Mal erwähnt. 1706 erhielt Rothenkirchen eine eigene Parochie. Die heutige Kirche wurde 1796 geweiht. Seit 1879 gehört auch die Kirchgemeinde in Wernesgrün zur Parochie.
Um 1800 entstanden die ersten Unternehmen der Spitzenbranche im Ort. Eine Klöppelschule wurde 1830 errichtet. Um 1850 begann die Bürsten- und Bürstenhölzerindustrie im Ort. Das weltbekannte Haarpflege-Unternehmen Franz Ströher (später Wella/Londa) wurde 1880 in Rothenkirchen gegründet und hatte bis 1945 seinen Sitz im Ort. Mit Einweihung der Teilstrecke Saupersdorf – Wilzschhaus der Schmalspurbahn Wilkau-Haßlau–Carlsfeld erhielt der Ort 1893 einen Eisenbahnanschluss, in der Folge kam es zu einem wirtschaftlichen Aufschwung. 1913 wurde eine Omnibusverbindung von Plauen über Rothenkirchen nach Eibenstock eingerichtet.
Nach dem Ende des Zweiten Weltkriegs war der Ort wie das gesamte Vogtland bis Juni 1945 zunächst von der US-Armee besetzt. Unter der sowjetischen Besatzungsmacht wurde ab 1945 eine Bodenreform durchgeführt und das Rittergut abgerissen.
1971 erfolgte die offizielle Stilllegung der Teilstrecke Saupersdorf ob Bhf – Rothenkirchen der Schmalspurbahn Wilkau-Haßlau–Carlsfeld, 1975 wurde auch der Abschnitt Rothenkirchen – Schönheide Süd stillgelegt.
In der DDR-Zeit gab es das Kinderferienlager „Philipp Müller“, das im Wesentlichen aus Barackenbauten bestand und von einem Zaun umgeben war.
Nach der politischen Wende entstand ab 1990 das Gewerbegebiet Rothenkirchen an der Wildenauer Straße. Ab 1993 entstand das Wohngebiet „Waldsiedlung“. Das Unternehmen Wella übernahm seinen alten Stammsitz im Ort wieder. Dort werden seitdem unter dem Namen Londa Haarpflegeprodukte produziert. Im Jahr 2017 übernahm der Konzern COTY den Betrieb von Procter & Gamble, die wenige Jahre zuvor Wella der Familie Ströher abgekauft hatten.
Im Zuge der sächsischen Gemeindegebietsreform erfolgte 1994 der freiwillige Zusammenschluss der Gemeinden Rothenkirchen, Wernesgrün und Wildenau zur Gemeinde Steinberg. 1997 zog die Gemeindeverwaltung in das Rathaus neben dem ehemaligen Bahnhof im Ortsteil.
Bevölkerungsentwicklung
1551 lebten im Ort 23 besessene Mann und 9 Inwohner; 1764 waren es 29 besessene Mann, 3 Gärtner und 54 Häusler.
| Jahr          | 1834  | 1871  | 1890  | 1910  | 1925  | 1939  | 1946  | 1950  | 1964  | 1990  |
| ------------- | ----- | ----- | ----- | ----- | ----- | ----- | ----- | ----- | ----- | ----- |
| Einwohnerzahl | 1.337 | 1.319 | 1.450 | 1.827 | 1.857 | 1.947 | 2.122 | 2.340 | 2.161 | 1.671 |

1910 war Rothenkirchen unter den 69 Kommunen der Amtshauptmannschaft Auerbach auf Rang 18 der Einwohnerstatistik. 1925 lebten im Ort 1.774 Lutheraner, 18 Katholiken, 1 Jude und 64 Andersgläubige.

## Religionen
Die evangelisch-lutherische Kirchgemeinde war seit 1578 Filialkirche der Kirche in Auerbach/Vogtl. Seit 1706 ist die Kirche Pfarrkirche mit eigener Parochie. Bis zu diesem Zeitpunkt war der Nachbarort Stützengrün eingepfarrt. Die heutige Kirche wurde 1796 geweiht. Seit 1879 gehört auch die Kirchgemeinde in Wernesgrün zur Parochie, während Stützengrün 1885 aus dem Verband ausschied. Die Gemeinde gehört heute zum Kirchbezirk Auerbach der Sächsischen Landeskirche.
Im Ort befindet sich ebenfalls eine Landeskirchliche Gemeinschaft.
Die Neuapostolische Kirche weihte 1997 ihr neues Gebäude im Ort ein.

## Bildung

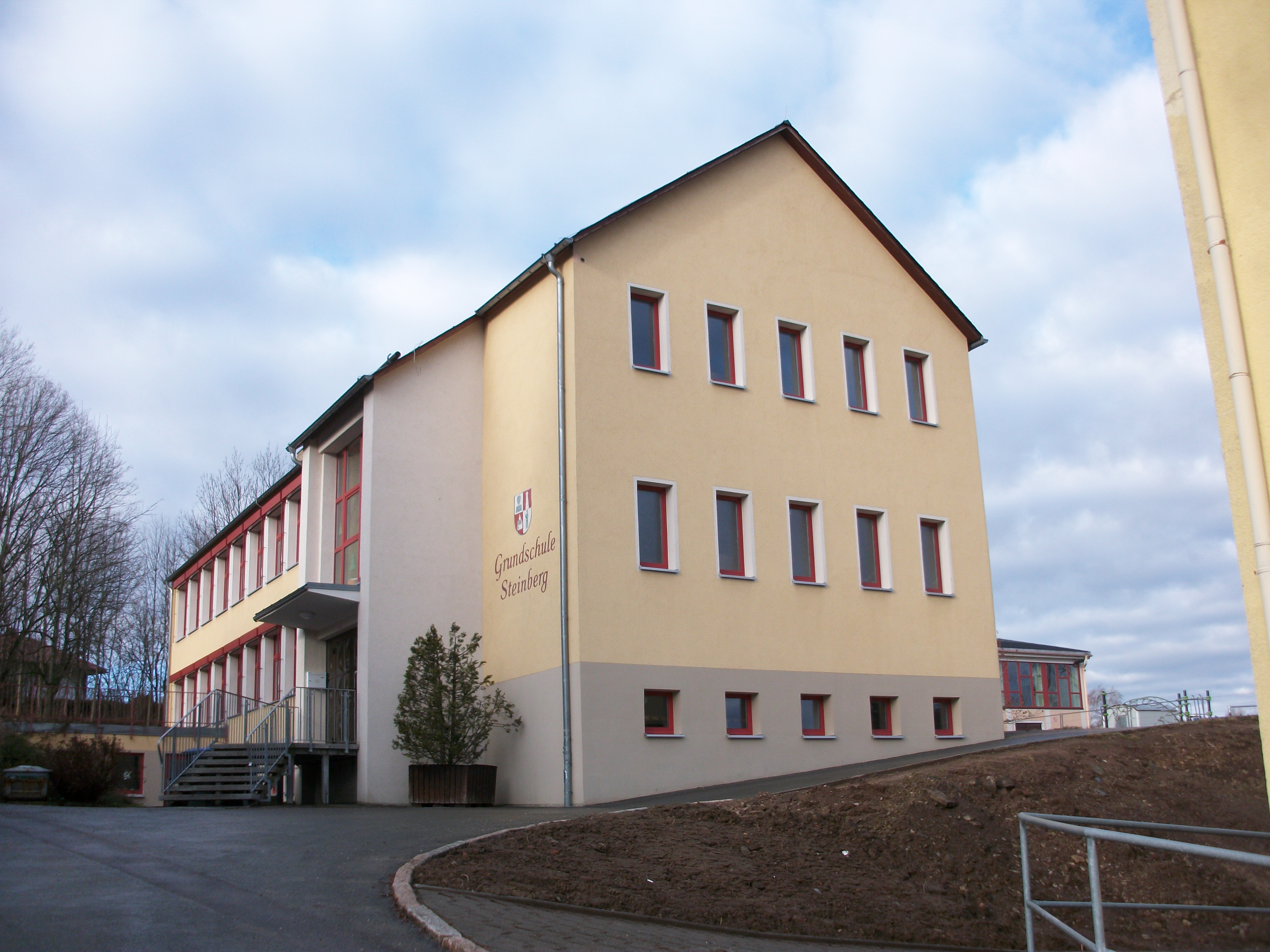
Grundschule Steinberg in Rothenkirchen

Im Ort befindet sich die Grundschule der Gemeinde Steinberg.

## Verkehr

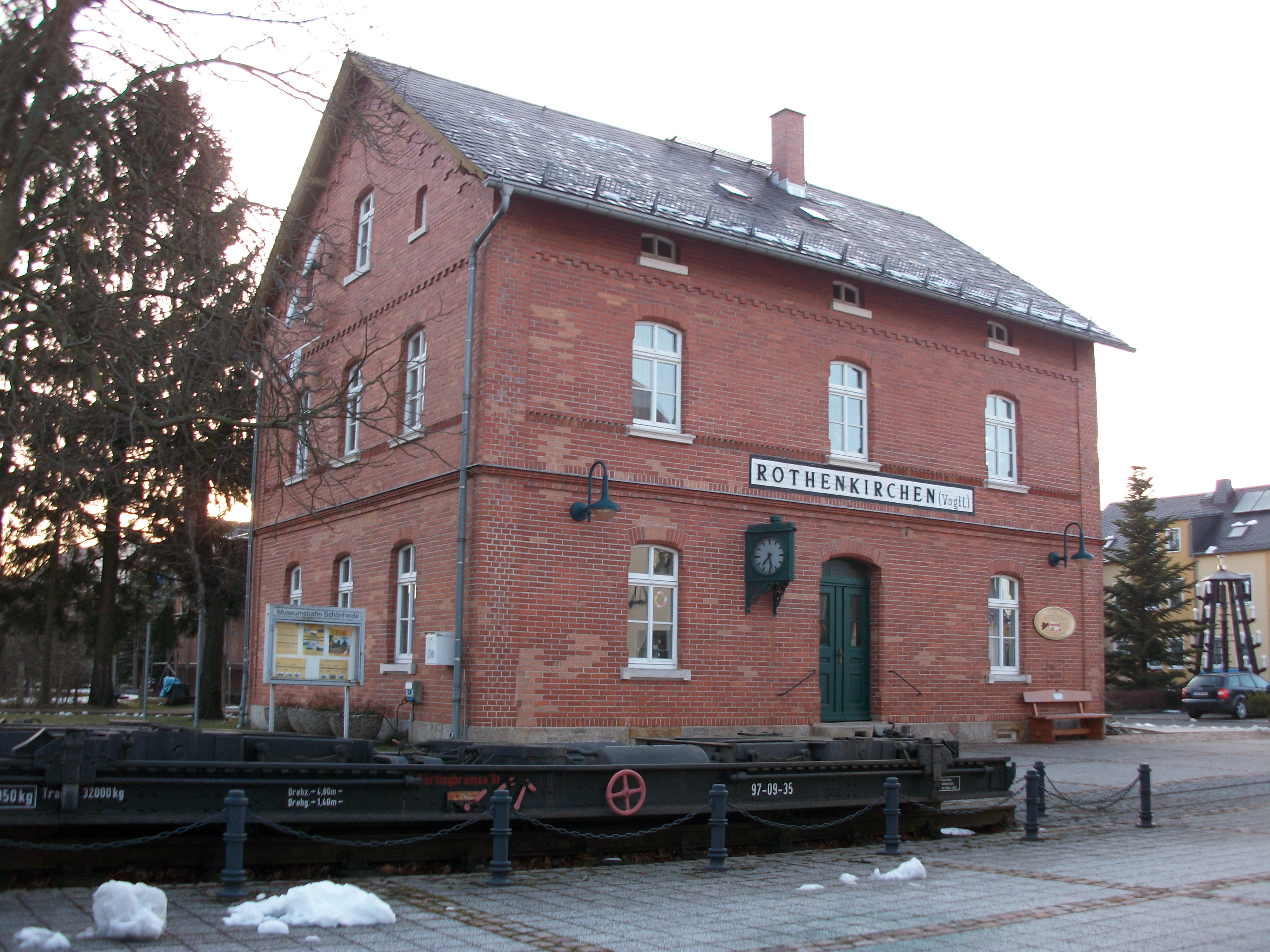
Früherer Bahnhof Rothenkirchen (Vogtl), Empfangsgebäude (2016)

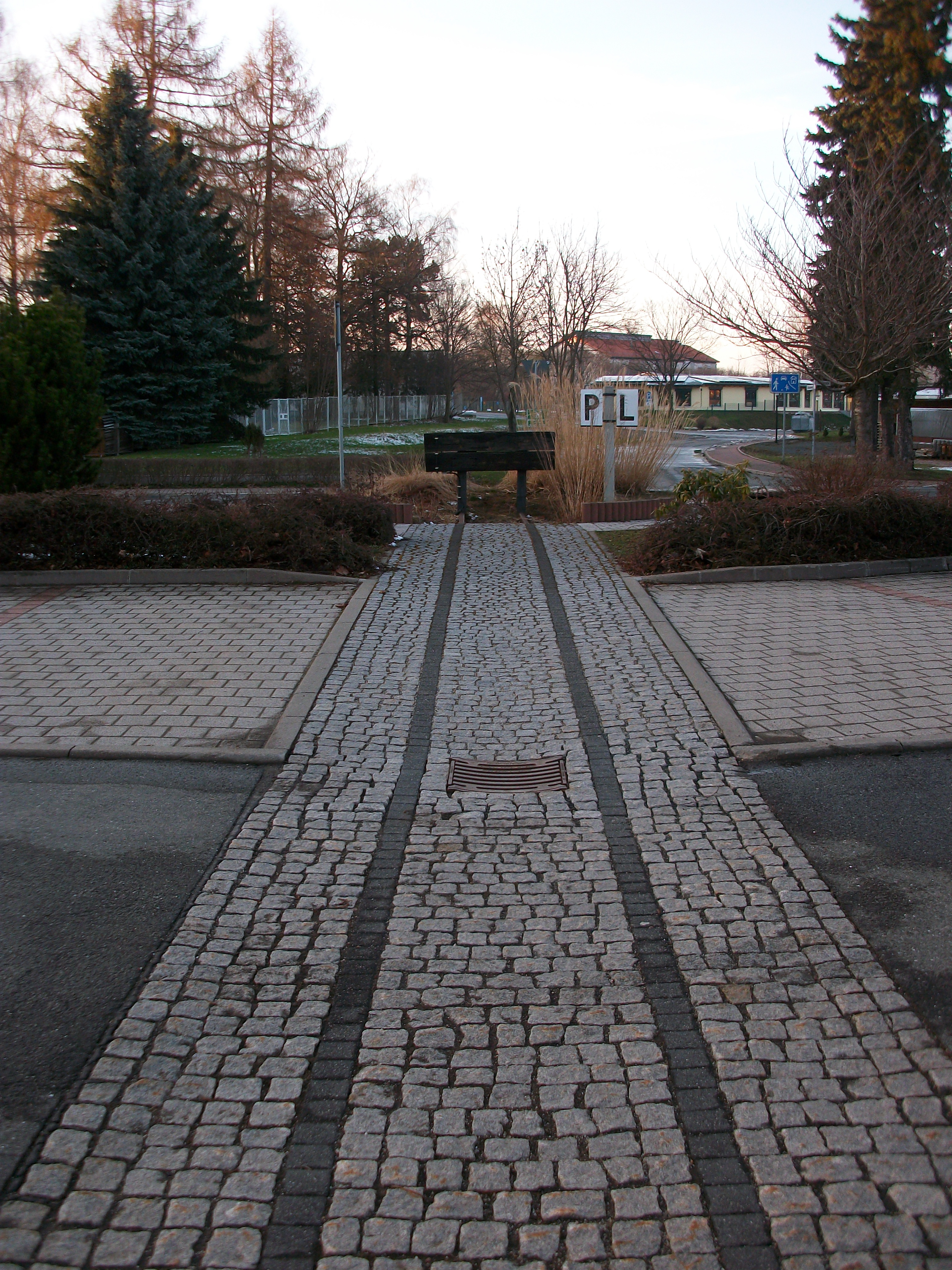
Bahnhof Rothenkirchen (Vogtl), Symbolische Darstellung der Gleise (2016)

Seit 1842 existiert die Staatsstraße von Rodewisch über Rothenkirchen nach Schneeberg (heutige B 169).
Rothenkirchen ist über die TaktBus-Linie 64 des Verkehrsverbunds Vogtland zweistündlich mit Rodewisch und Schönheide verbunden. Außerdem verkehrt die Linie 146 nach Bärenwalde mit Anschluss an die PlusBus-Linie 136 nach Zwickau angefahren, diese Verbindung wird vom Regionalverkehr Westsachsen bedient.
Von 1893 bis 1975 hatte der Ort mit einem Bahnhof Anschluss an die Schmalspurbahn Wilkau-Haßlau–Carlsfeld. Seit 2010 gab es Bestrebungen des Fördervereins „Via Wilzschhaus“, den oberen Streckenabschnitt von Carlsfeld nach Rothenkirchen zu reaktivieren und mit einem Streckenneubau zur Brauerei Wernesgrün zu verlängern. Im Ortsbereich hätte dies den Wiederaufbau der Strecke von Stützengrün (Anschluss an die Museumsbahn) und einen Trassenneubau zur Brauerei in Wernesgrün bedeutet. Die Pläne wurden im Jahr 2013 aufgegeben, nachdem die meisten der berührten Kommunen und Landkreise eine Beteiligung ablehnten. Neben dem ehemaligen Bahnhof von Rothenkirchen befindet sich heute das Rathaus der Gemeinde Steinberg. Der ehemalige Bahnhof ist Station der Tourismusstraße Dampfbahn-Route Sachsen.